# Brandy Talore
Brandy Talore (Toledo, 2 febbraio 1982) è un'ex attrice pornografica statunitense.

## Biografia
È cresciuta a 
Genoa, cittadina di Toledo nello Stato dell'Ohio, dove frequentò una scuola cattolica; giocava a softball ed entrò nella squadra delle cheerleader. Brandy è il suo vero nome, Talore è uno pseudonimo; quando iniziò a lavorare come spogliarellista utilizzava il nome Taylor, ma quando più avanti scoprì che i diritti di questo nome appartenevano già ad un'altra persona, lo modificò in Talore.

## Carriera pornografica

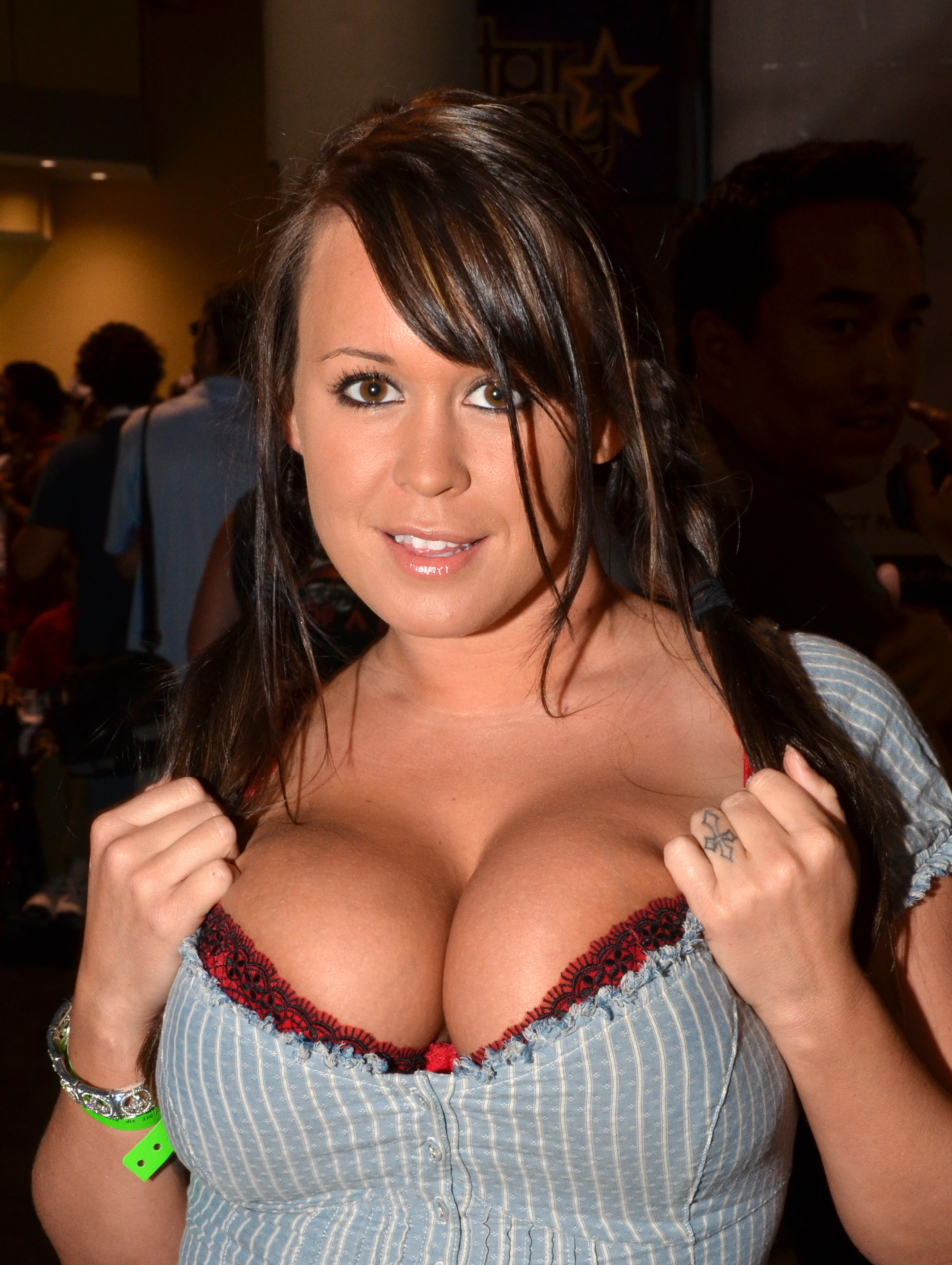
Brandy Talore

Dopo aver studiato terapia del massaggio trova lavoro come modella per Gap, col tempo viene notata da un fotografo della rivista SCORE che le propone di farsi fotografare nuda. Lei è costretta a rifiutare, essendo in quel periodo ancora minorenne. Più tardi, raggiunta la maggiore età, ripensa alla proposta e incomincia a farsi fotografare nuda o in topless per varie riviste adulte come Hustler's Busty, SCORE, Voluptuous e Gent, e inizia inoltre ad apparire su molti siti web.
Nel 2004, dopo appena due anni dagli esordi nel mondo della moda, decide di provare un altro mondo, quello della pornografia. La sua prima performance sullo schermo è per la Digital Sin con Ben English. Anche se ha sempre rifiutato di fare sesso anale, in poco tempo cresce il suo successo, tanto da rendere necessario la creazione di un sito ufficiale, Club Brandy; ora si fa fotografare quasi esclusivamente per il suo sito.

## Vita privata
Brandy Talore è sposata, e nel settembre del 2007 ha dato alla luce la sua seconda figlia. Nel Dicembre del 2012, suo marito Ramòn Ortega viene arrestato per traffico di droga, furto con scasso e aggressione, ed è stato condannato a 16 anni di prigione.
Talore attualmente lavora come adult model per OnlyFans, dove gira numerosi video di natura pornografica con i propri fans.

## Riconoscimenti
- F.A.M.E. Awards
  - 2006 – Favorite Female Rookie condiviso alla pari con Alektra Blue (Fan Award)[6]

## Filmografia
- Built for Sex 2 (2004)
- Fill My Mouth with Cum (2004)
- Hardscore 1 (2004)
- Truly Nice Tits 8: Breast Friends (2004)
- Ultimate Cherry (2004)
- Voluptuous Xtra 10 (2004)
- Wet My Teen Pussy (2004)
- Big Fucking Titties 1 (2005)
- Big Gorgeous Breasts 2 (2005)
- Big Natural Tits 14 (2005)
- Big Sausage Pizza 6 (2005)
- Big Tit Patrol 1 (2005)
- Boob Bangers 2 (2005)
- Boob Squad 7 (2005)
- Boobaholics Anonymous 1 (2005)
- Bosom Buddies 6 (2005)
- Buried in Tits 1 (2005)
- Busty Hookers (2005)
- Cumstains 6 (2005)
- Deep Throat This 25 (2005)
- Double Decker Sandwich 6 (2005)
- Double Dip-her 3 (2005)
- Face Blasters 2 (2005)
- Facial Deposits 1 (2005)
- Freshly Squeezed 1 (2005)
- Hurt So Good (2005)
- I Got The Biggest Tits! Wet T-shirt Contest 7 (2005)
- Jack's My First Porn 4 (2005)
- Jack's Teen America 14 (2005)
- Juggernauts 3 (2005)
- Knockin Nurses 6 (2005)
- Little Miss Innocent 2 (2005)
- Naturally Stacked 1 (2005)
- Nice Rack 12 (2005)
- Off The Rack 1 (2005)
- Rock Hard 3 (2005)
- Scale Bustin Babes 18 (2005)
- Scale Bustin Babes 20 (2005)
- Sniff Her Panties (2005)
- Stacked and Packed 5 (2005)
- Stuffin Young Muffins 3 (2005)
- Super Naturals 2 (2005)
- Teen Power 15 (2005)
- Teens For Cash 5 (2005)
- Vacuum Hoes 3 (2005)
- Violation of Hillary Scott (2005)
- Young Ripe Mellons 7 (2005)
- 110% Natural 10 (2006)
- 12 Nasty Girls Masturbating 5 (2006)
- All Star Big Boobs (2006)
- Baby Fat 1 (2006)
- Bangin' Brandy Talore (2006)
- Big Cocks In Her Little Box 3 (2006)
- Big Cocks In Her Little Box 4 (2006)
- Big Giant Titties 2 (2006)
- Big Natural Titties 1 (2006)
- Big Natural Titties 2 (2006)
- Big Tit Patrol 3 (2006)
- Big Titty Woman 2 (2006)
- Blow (2006)
- Boob Squad 10 (2006)
- Boobstravaganza 1 (2006)
- Boobstravaganza 2 (2006)
- Boobsville's Big Natural Tits 2 (2006)
- Boobsville's Working Girls 1 (2006)
- Boobsville's Young and Busty 1 (2006)
- Breast Sex (2006)
- Breast Worship 1 (2006)
- Buried in Tits 2 (2006)
- Busty Beauties 21 (2006)
- Butter Bags 2 (2006)
- Fresh Jugs 3 (2006)
- Huge Boobs Galore 1 (2006)
- I Got The Biggest Tits! Wet T-shirt Contest 9 (2006)
- I Love Big Toys 3 (2006)
- Kick Ass Chicks 28: Big Titties (2006)
- My Sister's Hot Friend 3 (2006)
- My Sister's Hot Friend 5 (2006)
- Natural Knockers 2 (2006)
- Naturally Stacked 2 (2006)
- Naughty Bookworms 5 (2006)
- Photographic Mammaries 5 (2006)
- Real Big Tits 28 (2006)
- Real Racks 2 (2006)
- Rock Hard 5 (2006)
- SoCal Coeds 3 (2006)
- Soft In The Middle (2006)
- Suck 'em Fuck 'em Squeeze 'em Tease 'em 3 (2006)
- Super Naturals 3 (2006)
- Super Naturals 4 (2006)
- Super Naturals 5 (2006)
- Teen Hustlers (2006)
- Thanks For The Mammories 1 (2006)
- Titty Worship (2006)
- Tittyland 3 (2006)
- Top Heavy 1 (2006)
- Voluptuous Vixens 3 (2006)
- Watch Me Cum 3 (2006)
- Big Tits Curvy Asses 2 (2007)
- Big Wet Tits 4 (2007)
- Blowjob Movie 1 (2007)
- Boobstravaganza 6 (2007)
- Cheerleader Auditions 6 (2007)
- Chin Knockers 3 (2007)
- Dirty Laundry (2007)
- I Love Brandy (2007)
- Kick Ass Chicks 46: Cornfed Cuties (2007)
- Lesbian Tutors 3 (2007)
- Meet the Twins 10 (2007)
- Meet the Twins 6 (2007)
- Naturals 2 (2007)
- Orgy Sex Parties 3 (2007)
- P.O. Verted 6 (2007)
- Real Big Tits 34 (2007)
- Share My Cock 8 (2007)
- Super Naturals 7 (2007)
- Thanks For The Mammories 3 (2007)
- Women of All Ages 4 (2007)
- World Cups (2007)
- Young Lust (2007)
- Big Natural Titties 4 (2008)
- Big Naturals 8 (2008)
- Big Tits at School 3 (2008)
- Big Tits at Work 3 (2008)
- Big Tops 1 (2008)
- Curve Appeal (2008)
- Everybody Loves Big Boobies 4 (2008)
- Fuck Mommy's Big Tits 2 (2008)
- Monster Meat 6 (2008)
- Naturally Exposed 7 (2008)
- Plump and Humped (2008)
- Rack Riders (2008)
- Ashlynn Brooke's All-Star Sluts (2009)
- Big Naturals 11 (2009)
- Big Tits Like Big Dicks 2 (2009)
- Big Tits Round Asses 12 (2009)
- Hot Sexy Plumpers: Young and Plump 1 (2009)
- Meet the Twins 16 (2009)
- More Than A Mouthful (2009)
- Naturally Yours 5 (2009)
- Paste My Face 14 (2009)
- Real Big Tits 1 (2009)
- Sexed and Suckled (2009)
- Super Busty Water Rescue (2009)
- Tits and Tugs 4 (2009)
- Tits and Tugs 5 (2009)
- Big Breast Nurses 5 (2010)
- Big Naturals 16 (2010)
- Big Tits Round Asses 15 (2010)
- Big Titty MILF Shake 1 (2010)
- Extreme Naturals 2 (2010)
- Mano Jobs (2010)
- Notorious S.L.U.T. (2010)
- Pornstars In The Making (2010)
- That's My Girl (2010)
- Titlicious 2 (2010)
- Big Tits Round Asses 22 (2011)
- Big Titty MILF Shake 3 (2011)
- Big Titty MILF Shake 6 (2011)
- Cum out on Top 4: Brandy Talore vs Sara Stone (2011)
- Love Your Tits 2 (2011)
- My Wife's Hot Friend 11 (2011)
- Natty Knockers 1 (2011)
- Real Big Tits 7 (2011)
- Ten Ton Tits 2 (2011)
- Them's Some Sexy Titties (2011)
- Titterific 13 (2011)
- Wheel of Debauchery 4 (2011)
- Ample D's (2012)
- Bachelorette Parties 7 (2012)
- Battle Bang 8 (2012)
- Breast Worship 4 (2012)
- Massive Milk Juggs (2012)
- This Isn't Piranha 3DD ...It's a XXX Spoof (2012)
- Tit-illation (2012)
- Voluptuous Xtra 14 (2012)
- World's Biggest Tits (2012)
- Your Cock Fits Me Like A Glove (2012)
- Busty Naturals (2013)
- Keep 'Em Cumming (2013)
- Mounds Of Joy 7 (2013)
- Naughty Office 30 (2013)
- Playing With Herself (2013)
- Tits on Top 2 (2013)
- What A Rack 2 (2013)
- Young Lesbian Love (2013)